# Kreuzberg Pride

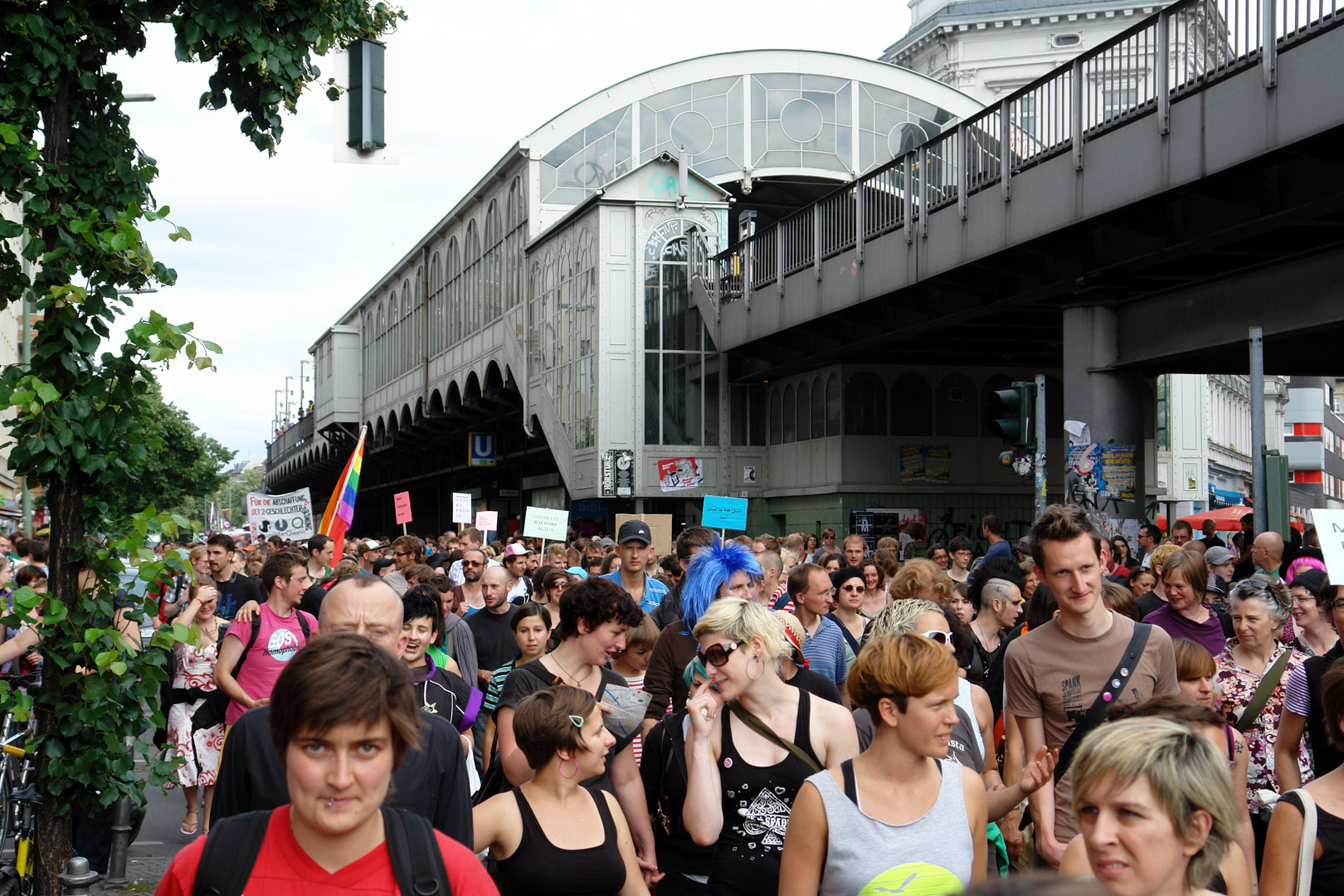
Kreuzberg Pride i Kreuzberg 2009.

Kreuzberg Pride eller Transgeniale CSD var en årlig Pridefestival som hölls i stadsdelen Kreuzberg i Berlin mellan 1998-2013. Festivalen var ett politiskt alternativ till den kommersiella Berlin Pride (CSD Berlin). Kreuzberg Pride riktade sig mot homofobi, diskriminering av homosexuella, bisexuella och transsexuella. 